# Aloeides caledoni
Aloeides caledoni е вид насекомо от семейство Синевки (Lycaenidae). Видът е световно застрашен, със статут Уязвим.

## Разпространение
Видът е разпространен в Южна Африка.